# Рубин, Чанда
Чанда Рубин (англ. Chanda Rubin; родилась 18 февраля 1976 года в Лафейетте, США) — американская теннисистка, спортивный функционер и телекомментатор. Победительница одного турнира Большого шлема в парном разряде (Australian Open-1996); финалистка одного турнира Большого шлема в парном разряде (US Open-1999); полуфиналистка четырёх турниров Большого шлема (один — в одиночном разряде, дважды — в парном разряде и один раз — в миксте); победительница 17 турниров WTA (семь — в одиночном разряде); бывшая шестая ракетка мира в одиночном и девятая — в парном разряде; обладательница Кубка Хопмана (1997) и Кубка Федерации (1999) в составе национальной сборной США; победительница одного юниорского турнира Большого шлема в парном разряде (Уимблдон-1992); финалистка одного юниорского турнира Большого шлема в парном разряде (Roland Garros-1992).

## Общая информация
Чанда Рубин родилась в 1976 году в семье судьи и учительницы. В 1993 году окончила епископальную школу Акадианы. В дальнейшем она получила степень бакалавра по специальности «маркетинг и финансы» в Гарвардском университете и получила лицензию агента по продаже недвижимости.
С 1990-х годов Рубин ведёт активную общественную и гуманитарную работу. Она регулярно организует благотворительные мастер-классы тенниса, участвует в работе организации «Атлеты против наркотиков», была спикером программы Wheelchair Tennis. Благотворительный Фонд Чанды Рубин инвестирует деньги в развитие спортивного образования для детей, выделяет стипендии перспективным молодым спортсменам и спонсирует серию из восьми юниорских турниров Международной федерации тенниса (ITF). С 2005 года она сотрудничает с Теннисной ассоциацией Соединённых Штатов (USTA) и дважды — в 2011 и 2013 годах — избиралась в её совет директоров.

## Игровая карьера
Первые годы (1990—1994)
Первым тренером Чанды Рубин был Джон Брайан, который, как она вспоминает, привил ей основы игры и обучил спокойствию на корте. Рубин сыграла свои первые матчи в турнирах цикла ITF уже в 1990 году. В августе она получила уайлд-кард на участие в Открытом чемпионате США среди взрослых, но проиграла в первом же круге. В январе 1991 года она вышла в финал турнира ITF в Мишене (Техас) в одиночном и парном разрядах, одержав победу в паре с Николь Лондон. В августе, в возрасте 15 лет, перешла в ранг профессионалов, пробилась во второй круг Открытого чемпионата США, а через два месяца на турнире WTA в Аризоне уже пробилась в финал, находясь к этому моменту только на 138-м месте в рейтинге. Этот успех позволил ей впервые в карьере войти в число ста сильнейших теннисисток мира.
В 1992 году 16-летняя Чанда выиграла Уимблдонский турнир среди девушек, завершив год на втором месте в юниорском рейтинге ITF. Её лучшим результатом во взрослых турнирах в этом году был выход в четвёртый круг Открытого чемпионата США после победы над 15-й ракеткой мира Катериной Малеевой. На следующий год на травяных кортах Бирмингема Рубин обыграла 13-ю ракетку мира Аманду Кётцер, дойдя до полуфинала и впервые за карьеру пробившись в Top-50 мирового рейтинга. Осенью в Токио в паре с Лизой Реймонд она завоевала свой первый титул в турнирах WTA после побед над двумя первыми посеянными парами, что позволило Чанде закончить год среди 50 сильнейших игроков мира в парном разряде. В 1994 году Рубин сыграла ещё два финала в турнирах WTA в парном разряде (одна победа) и во второй раз проиграла в одиночном финале. Ещё одна победа над Кётцер, на тот момент уже 12-й в мире, принесла ей также выход в четвёртый круг Открытого чемпионата Австралии. Год она уже завершила в числе 50 лучших теннисисток мира в одиночном разряде.
Первый пик карьеры (1995—1996)
В 1995 году Рубин выиграла свой первый турнир ITF в одиночном разряде и дважды проигрывала в финалах турниров II категории WTA — в Истборне (после победы над шестой ракеткой мира Кимико Датэ) и Лос-Анджелесе (после побед над восьмой ракеткой мира Габриэлой Сабатини и занимавшей второе место в рейтинге Аранчей Санчес). На Открытом чемпионате Франции она дошла до четвертьфинала после победы над пятой ракеткой мира Яной Новотной в поединке, где ей удалось отыграть девять матч-болов. На Уимблдонском турнире Рубин побила сразу несколько рекордов в ходе марафонского матча против Патрисии Хай-Буле. Матч продолжался 3 часа и 45 минут и закончился со счётом 7-6(4), 6-7(5), 17-15 в пользу Рубин; тем самым был установлен рекорд по числу геймов в женском матче в турнирах Большого шлема, по числу геймов в сете (32) и по продолжительности последнего сета (2 часа и 4 минуты). Игра между Рубин и Хай-Буле остаётся самой долгой в истории женских одиночных соревнований Уимблдонского турнира до настоящего времени. В конце года Рубин приняла участие в итоговом турнире WTA, проиграв в первом круге Мэри-Джо Фернандес. После этого Рубин, окончившая сезон в первой двадцатке мирового рейтинга, дебютировала в составе сборной США в Кубке Федерации, причём сразу в финальном матче Мировой группы. В своих двух встречах с соперницами из сборной Испании она принесла американской команде одно очко, победив в уже ничего не решавшей игре (испанки победили досрочно) Аранчу Санчес. По итогам года Рубин была удостоена награды WTA в номинации «Прогресс года».
Новый, 1996 год, Рубин начала триумфально, выиграв за первые четыре месяца четыре парных турнира, в том числе Открытый чемпионат Австралии, где с ней выступала Санчес. Посеянная восьмой испано-американская пара обыграла по пути к титулу соперниц, занимавших в посеве первое, четвёртое и третье места. В одиночном разряде на Открытом чемпионате Австралии Рубин пробилась в полуфинал, победив по пути седьмую ракетку мира Сабатини, а затем Санчес, занимавшую в рейтинге третье место. Матч с Санчес, продолжавшийся 3 часа и 33 минуты (из которых 2 часа и 22 минуты шёл третий сет), закончился со счётом 6-4, 2-6, 16-14, побив женские рекорды Открытой эры для Открытого чемпионата Австралии по продолжительности, количеству геймов в общей сложности (48) и в решающем сете (30). В полуфинале, где соперницей Рубин была Моника Селеш, Чанде, которая вела в третьем сете со счётом 5-2, не хватило для победы всего двух мячей. Уже в конце января Рубин впервые вошла в число десяти лучших теннисисток мира в одиночном разряде, к апрелю — после выхода в финал турнира высшей категории в Майами — поднявшись в рейтинге до шестого места. Тогда же она достигла и девятого места в рейтинге теннисисток, выступающих в парном разряде. Однако тяжёлая травма, полученная в ходе выступления в Майами (перелом крючковидной кости в кисти правой руки), не дала Рубин развить успех. Она пропустила два месяца, провела только один сет на июньском турнире в Истборне, безуспешно пыталась тренироваться в сборной США перед Олимпийскими играми в Атланте и в августе легла на операцию, возобновив выступления только в ноябре.
В Top50 (1997—2000)
Возвратившись к соревнованиям после операции, Рубин сумела продемонстрировать, что не потеряла спортивной формы, до конца года успев выиграть турнир ITF в Зальцбурге. На рубеже 1996 и 1997 годов она представляла вместе с Джастином Гимелстобом США на выставочном международном Кубке Хопмана, выиграв все свои одиночные встречи с соперницами из Хорватии, Австралии, Франции и ЮАР и впервые завоевав для США этот трофей. В феврале, после пяти подряд поражений в финалах, она наконец выиграла в Линце (Австрия) свой первый одиночный титул в турнирах WTA.
Затем, однако, в игре Рубин наступил затяжной спад, и к маю 1998 года она опустилась в рейтинге до 78-го места — самого низкого с марта 1993 года; поправить положение ей помогли выход в четвёртый круг Открытого чемпионата Франции и финал турнира WTA в Квебеке — первый из трёх подряд. В 1999 и 2000 годах, помимо Квебека, Рубин также дважды подряд играла в финалах в тасманском Хобарте, из обоих городов привезя по одному титулу. 1999 год был также ознаменован победой над первой ракеткой мира Мартиной Хингис на турнире в Индиан-Уэллс и вторым в карьере Рубин финалом турнира Большого шлема в женских парах. На сей раз она дошла до финала на Открытом чемпионате США, находясь в рейтинге на 119-м месте, в паре с француженкой Сандрин Тестю. Рубин и Тестю победили на пути в финал седьмую, третью и шестую посеянные пары, уступив в итоге пятой паре турнира — сёстрам Винус и Серене Уильямс.
2000 год, в котором Рубин завоевала в Квебеке третий одиночный титул за карьеру, а на Открытом чемпионате Франции дошла до четвертьфинала, она окончила в числе 20 сильнейших теннисисток мира в одиночном разряде в первый раз за четыре года, поднявшись в рейтинге до 11-го места. Это позволило ей во второй раз за время выступлений принять участие в итоговом турнире сезона, но там её сразу вывела из борьбы травма левого колена. В парном разряде этот сезон принёс ей девятый и десятый титулы за карьеру — оба в крупных турнирах II категории — и 22-е место в рейтинге по итогам года.
Второй пик и окончание карьеры (2001—2008)
В начале 2001 года Рубин перенесла новую операцию, на этот раз после разрыва мениска на Открытом чемпионате Австралии. Значительную часть весеннего грунтового сезона она пропустила из-за растяжения ахиллова сухожилия на левой ноге, а конец года — из-за травмы колена, закончив сезон на низких местах как в одиночном, так и в парном рейтингах WTA. Тем не менее, и в этом году на её счету были существенные достижения в отдельных матчах, включая победу над четвёртой ракеткой мира Натали Тозья в Линце и победу в паре с бельгийкой Элс Калленс над сёстрами Уильямс в Открытом чемпионате США. Это поражение стало для Винус и Серены первым в семи турнирах Большого шлема после Открытого чемпионата Австралии 1999 года (не считая неявок).
В середине января 2002 года Рубин легла на очередную операцию — теперь левого колена, и вернулась в строй только в мае. Несмотря на это, остаток сезона она провела очень удачно, выиграв два одиночных турнира и поднявшись в рейтинге с 69-го до 13-го места. На турнире II категории в Истборне Рубин, 37-я в рейтинге к тому моменту, стала второй за 27 лет проведения несеяной победительницей, а в Лос-Анджелесе победила трёх соперниц из первой десятки рейтинга, включая первую ракетку мира Серену Уильямс. На трёх турнирах Большого шлема — Открытых чемпионатах Франции, США и Уимблдонском турнире — она дошла до четвёртого круга, во всех трёх случаях проигрывая одной из сестёр Уильямс, причём в США её отделяли всего два очка от победы над Винус, которая до этого не отдавала соперницам ни одного сета в этом турнире почти два года.
Следующий сезон стал самым удачным в одиночной карьере Рубин. Она провела его ровно и успешно, выиграв 45 матчей в турнирах Большого шлема и тура WTA и заработав почти миллион долларов. По ходу сезона она пять раз играла в финалах, выиграв два из них, и к июню занимала в рейтинге седьмое место — только на одну позицию хуже личного рекорда. В конце года Рубин трижды упускала шанс улучшить своё положение в рейтинге, проигрывая россиянке Елене Дементьевой — в финалах на Бали и в Люксембурге и в матче группового этапа в итоговом чемпионате года. Тем не менее ей удалось окончить сезон на девятом месте в рейтинге — лучший финиш за карьеру.
2003 год стал последним успешным для Рубин. На протяжении всего следующего сезона у неё постоянно возобновлялись проблемы с левым коленом, из-за которых она снялась с целого ряда турниров, пропустив всю весну и вторую половину осени. Её лучшим результатом стал в самом начале года выход в четвёртый круг Открытого чемпионата Австралии, где она проиграла Анастасии Мыскиной. Операция колена, перенесенная осенью, позволила Чанде вернуться на корт только к Открытому чемпионату Франции 2005 года, где она проиграла уже в квалификационном отборе, за остаток сезона поучаствовав только в одном турнире — в Цинциннати, где в первом круге и одержала единственную победу за год, затем проиграв посеянной под четвёртым номером Даниэле Гантуховой. Новая попытка возвращения к соревнованиям была предпринята летом 2006 года; за остаток сезона Рубин поучаствовала в семи турнирах, снова одержав только одну победу. Официально она распрощалась с игровой карьерой в 2008 году, заработав за время выступлений почти 4,5 миллиона долларов. В 2013 году имя Чанды Рубин было внесено в списки Зала спортивной славы штата Луизиана.

## Рейтинг на конец года
| Год  | Одиночный рейтинг | Парный рейтинг |
| 2006 | 481               |                |
| 2005 | 546               |                |
| 2004 | 53                |                |
| 2003 | 9                 | 34             |
| 2002 | 13                | 32             |
| 2001 | 54                | 71             |
| 2000 | 13                | 22             |
| 1999 | 22                | 22             |
| 1998 | 34                | 30             |
| 1997 | 30                | 27             |
| 1996 | 17                | 16             |
| 1995 | 15                | 33             |
| 1994 | 23                | 54             |
| 1993 | 69                | 48             |
| 1992 | 83                | 85             |
| 1991 | 83                | 348            |
| 1990 | 521               |                |

## Выступления на турнирах

### Финалы турнировWTAв одиночном разряде (19)
| Легенда:                     |
| ---------------------------- |
| Турниры Большого Шлема (0+1) |
| Олимпиада (0)                |
| Итоговый чемпионат года (0)  |
| 1-я категория (0)            |
| 2-я категория (3+6)          |
| 3-я категория (3+1)          |
| 4-я категория (1+2)          |
| 5-я категория (0)            |

| Титулы по покрытиям | Титулы по месту проведения матчей турнира |
| ------------------- | ----------------------------------------- |
| Хард (2+7)          | Зал (2+3)                                 |
| Грунт (1+2)         | Зал (2+3)                                 |
| Трава (2)           | Открытый воздух (5+7)                     |
| Ковёр (2+1)         | Открытый воздух (5+7)                     |

| Результат | №   | Дата             | Турнир                      | Покрытие | Соперница в финале   | Счёт           |
| Поражение | 1.  | 18 октября 1991  | Скоттсдейл, США             | Хард     | Сабин Аппельманс     | 5-7 1-6        |
| Поражение | 2.  | 7 февраля 1994   | Чикаго, США                 | Хард     | Наталья Зверева      | 3-6 5-7        |
| Поражение | 3.  | 19 июня 1995     | Истборн, Великобритания     | Трава    | Натали Тозья         | 6-3 0-6 5-7    |
| Поражение | 4.  | 7 августа 1995   | Лос-Анджелес, США           | Хард     | Кончита Мартинес     | 6-4 1-6 3-6    |
| Поражение | 5.  | 25 марта 1996    | Майами, США                 | Хард     | Штеффи Граф          | 1-6 3-6        |
| Победа    | 1.  | 3 февраля 1997   | Линц, Австрия               | Хард(i)  | Карина Габшудова     | 6-4 6-2        |
| Поражение | 6.  | 26 октября 1998  | Квебек, Канада              | Ковёр(i) | Тара Снайдер         | 6-4 4-6 6-7(6) |
| Победа    | 2.  | 11 января 1999   | Хобарт, Австралия           | Хард     | Рита Гранде          | 6-2 6-3        |
| Поражение | 7.  | 1 ноября 1999    | Квебек, Канада (2)          | Ковёр(i) | Дженнифер Каприати   | 6-4 1-6 2-6    |
| Поражение | 8.  | 10 января 2000   | Хобарт, Австралия           | Хард     | Ким Клейстерс        | 6-2 2-6 2-6    |
| Победа    | 3.  | 30 октября 2000  | Квебек, Канада              | Ковёр(i) | Дженнифер Каприати   | 6-4 6-2        |
| Поражение | 9.  | 20 мая 2002      | Мадрид, Испания             | Грунт    | Моника Селеш         | 4-6 2-6        |
| Победа    | 4.  | 17 июня 2002     | Истборн, Великобритания     | Трава    | Анастасия Мыскина    | 6-1 6-3        |
| Победа    | 5.  | 4 августа 2002   | Лос-Анджелес, США           | Хард     | Линдсей Дэвенпорт    | 5-7 7-6(5) 6-3 |
| Победа    | 6.  | 19 мая 2003      | Мадрид, Испания             | Грунт    | Мария Санчес Лоренсо | 6-4 5-7 6-4    |
| Победа    | 7.  | 16 июня 2003     | Истборн, Великобритания (2) | Трава    | Кончита Мартинес     | 6-4 3-6 6-4    |
| Поражение | 10. | 8 сентября 2003  | Бали, Индонезия             | Хард     | Елена Дементьева     | 2-6 1-6        |
| Поражение | 11. | 15 сентября 2003 | Шанхай, Китай               | Хард     | Елена Дементьева     | 3-6 6-7(5)     |
| Поражение | 12. | 20 октября 2003  | Люксембург                  | Хард(i)  | Ким Клейстерс        | 2-6 5-7        |

### Финалы турниров Большого шлема в парном разряде (9)
| Результат | №  | Год  | Турнир          | Покрытие | Партнёрша             | Соперницы в финале                   | Счёт        |
| Победа    | 1. | 1996 | Australian Open | Хард     | Аранча Санчес-Викарио | Линдсей Дэвенпорт Мэри-Джо Фернандес | 7-5 2-6 6-4 |
| Поражение | 1. | 1999 | US Open         | Хард     | Сандрин Тестю         | Винус Уильямс Серена Уильямс         | 6-4 1-6 4-6 |

### Финалы турнировWTAв парном разряде (17)
| Результат | №   | Дата             | Турнир                 | Покрытие | Партнёрша             | Соперницы в финале                            | Счёт           |
| Победа    | 1.  | 20 сентября 1993 | Nichirei International | Хард     | Лиза Реймонд          | Аманда Кётцер Линда Уайлд                     | 6-4 6-1        |
| Победа    | 2.  | 10 января 1994   | Хобарт, Австралия      | Хард     | Линда Уайлд           | Дженни Бирн Рейчел Маккуиллан                 | 7-5 4-6 7-6(1) |
| Поражение | 1.  | 31 октября 1994  | Квебек, Канада         | Ковёр(i) | Линда Уайлд           | Элна Рейнах Натали Тозья                      | 4-6 3-6        |
| Победа    | 3.  | 8 мая 1995       | Прага, Чехия           | Грунт    | Линда Уайлд           | Мария Линдстрём Мария Страндлунд              | 6-7(3) 6-3 6-2 |
| Поражение | 2.  | 2 октября 1995   | Цюрих, Швейцария       | Хард(i)  | Каролин Вис           | Николь Арендт Манон Боллеграф                 | 4-6 6-7(4) 4-6 |
| Победа    | 4.  | 15 января 1996   | Australian Open        | Хард     | Аранча Санчес-Викарио | Линдсей Дэвенпорт Мэри-Джо Фернандес          | 7-5 2-6 6-4    |
| Победа    | 5.  | 19 февраля 1996  | Оклахома-Сити, США     | Хард(i)  | Бренда Шульц-Маккарти | Катрина Адамс Дебби Грэм                      | 6-4 6-3        |
| Победа    | 6.  | 11 марта 1996    | Индиан-Уэллс, США      | Хард     | Бренда Шульц-Маккарти | Жюли Алар-Декюжи Натали Тозья                 | 6-1 6-4        |
| Победа    | 7.  | 8 апреля 1996    | Амелия-Айленд, США     | Грунт    | Аранча Санчес-Викарио | Мередит Макграт Лариса Савченко-Нейланд       | 6-1 6-1        |
| Поражение | 3.  | 15 сентября 1997 | Toyota Princess Cup    | Хард     | Жюли Алар-Декюжи      | Моника Селеш Ай Сугияма                       | 1-6 0-6        |
| Поражение | 4.  | 26 октября 1998  | Квебек, Канада (2)     | Ковёр(i) | Сандрин Тестю         | Лори Макнил Кимберли По                       | 7-6(3) 5-7 4-6 |
| Поражение | 5.  | 30 августа 1999  | US Open                | Хард     | Сандрин Тестю         | Винус Уильямс Серена Уильямс                  | 6-4 1-6 4-6    |
| Победа    | 8.  | 4 октября 1999   | Фильдерштадт, Германия | Хард(i)  | Сандрин Тестю         | Лариса Савченко-Нейланд Аранча Санчес-Викарио | 6-3 6-4        |
| Поражение | 6.  | 8 ноября 1999    | Филадельфия, США       | Ковёр(i) | Сандрин Тестю         | Лиза Реймонд Ренне Стаббс                     | 1-6 6-7(2)     |
| Победа    | 9.  | 24 июля 2000     | Станфорд, США          | Хард     | Сандрин Тестю         | Кара Блэк Эми Фрейзер                         | 6-4 6-4        |
| Победа    | 10. | 16 октября 2000  | Линц, Австрия          | Ковёр(i) | Амели Моресмо         | Ай Сугияма Натали Тозья                       | 6-4 6-4        |
| Поражение | 7.  | 22 октября 2001  | Линц, Австрия          | Хард(i)  | Элс Калленс           | Елена Докич Надежда Петрова                   | 1-6 4-6        |

### Финалы командных турниров (4)
| Результат | №  | Год  | Турнир              | Команда                                                   | Соперник в финале                               | Счёт |
| Поражение | 1. | 1995 | Кубок Федерации     | США Ч.Рубин, М.-Дж. Фернандес, Л.Дэвенпорт, Дж. Фернандес | Испания К.Мартинес, А.Санчес, В.Руано, М.Санчес | 2-3  |
| Победа    | 1. | 1997 | Кубок Хопмана       | США · Ч.Рубин, Дж. Гимельстоб                             | ЮАР · А.Кётцер, У.Феррейра                      | 2-1  |
| Победа    | 1. | 1999 | Кубок Федерации     | США Не играла в финале.                                   | Россия Е.Лиховцева, Е.Дементьева, Е.Макарова    | 4-1  |
| Поражение | 1. | 2003 | Кубок Федерации (2) | США Не играла в финале.                                   | Франция А.Моресмо, М.Пьерс, Э.Луа, С.Коэн       | 1-4  |